# La Cygne
La Cygne är en stad belägen vid floden Marais des Cygnes i nordöstra delen av Linn County, belägen i öst-centrala Kansas, i USA. Enligt folkräkningen 2010, hade staden en befolkning på 1 149 invånare.  Staden har fått sitt namn efter Marais des Cygnes River som är en fransk översättning av en osage-benämning med betydelsen "svanarnas myr".